# Skåretjärnen
Skåretjärnen är en sjö i Färgelanda kommun i Dalsland och ingår i Örekilsälvens huvudavrinningsområde.